# خانه‌های قرمز
خانه‌های قرمز یا پلاک قرمزها خانه‌هایی هستند که به دلیل تخلفاتی که در آنها اتفاق افتاده توسط نیروی انتظامی پلمپ شده و با نوشته ای قرمز از دیگر خانه ها جدا می‌شوند.
طرح بستن پلاک قرمز ها به منظور حل معضل آسیب‌های اجتماعی، دست به شناسایی خانه‌هایی که گرفتار این آسیب‌ها هستند، می‌زند، و از اوایل سال ۱۳۹۵ هجری‌شمسی اجرایی شد.
براساس گزارش انصاف نیوز، اوایل سال ۱۳۹۵، طرح خانه‌های قرمز شروع شده و افراد ساکن در این خانه‌ها بیرون شده و در ورودی آنها جوش داده‌شده و با چیدن آجر پلمپ می‌شود؛ و افرادی شاکی خصوصی داشتند ویا شناسایی شده بودند دستگیر می‌شوند، اگر مشاهده شود که زن و کودکی در این خانه‌ها زندگی می‌کنند، پلیس با هماهنگی بهزیستی، کمیته امداد، بیمه سلامت و سایر سازمان‌ها اقدام به تخریب این منازل می‌کند و کودکانی که در این نوع خانه‌ها زندگی می‌کردند نیز به بهزیستی منتقل می‌شوند؛ و با انتقالِ معتادان به مرکز مهر سروش، فرماندهی انتظامی تهران بزرگ، با توانمند سازی و ایجاد اشتغال برای این افراد، اقدامات مناسب انجام می‌شود؛ و مناطق آلوده شهر تهران از جمله خیابان خاوران و… پاکسازی می‌شود؛ و با استقرار شبانه‌روزی نیروها در این محلات موضوع تثبیت پاکسازی این محلات دنبال می‌شود و پلیس با هماهنگی‌های لازمِ سازمان‌های مربوطه اقدام به تخریب خانه‌های پلاک قرمز می‌کند و در اقدامی همزمان، در نهایت برخی از خانه‌های پلاک قرمز نیز مصادره می‌شوند و با اخذ دستور قضایی تخریب می‌شوند.

## برخورد با مکان‌ها پلاک قرمز
نحوه فعالیت پلیس مبارزه با موادمخدر تهران بزرگ در رابطه با شناسایی و دستگیری فروشندگان موادمخدر در سطح شهر بدین‌ترتیب است که نیروهای ویژه در سطح شهر به صورت تمام وقت در حال رصدِ معابر، پارک‌ها و غیره هستند و رئیس پلیس مبارزه با موادمخدر تهران بزرگ از پلمپ خانه‌های پلاک قرمز که شرایط نامناسبی دارند و محلی برایِ خرید و فروش موادمخدر هستند، اطلاع داده‌است. مکان‌های پلاک قرمز با قطع آب، برق، گاز و تلفن روبرو می‌شوند و سپس با اخذ دستور قضایی تخریب این منازل آغاز خواهد شد و این مکان‌ها، با اخذ دستور قضایی تخریب می‌شوند.

### وضعیت مناطق شناسایی شده به عنوان پلاک قرمز
رئیس پلیسِ مبارزه با مواد مخدرِ تهران بزرگ در رابطه با مواد فروشان معتقد است، بسیاری از خانه‌های پلاک قرمز که آلودگی دارند توسط پلیس شناسایی شده‌اند؛ اما براساس گزارشِ سلامت نیوز، هنوز از سوی شهرداری تهران برای تعیین‌تکلیف و تخریب برخی این خانه‌ها و بازسازی معابر اقدامی نشده‌است.

## گلایه پلیس ایران از فک پلمب پلاک قرمزها
پلیس از فک پلمب پلاک‌های قرمز گلایه دارد. براساسِ گفتهٔ رئیس پلیس مبارزه با موادمخدر تهران، در بین افراد جمع‌آوری شده، کسانی که بارها توسط پلیس شناسایی شده‌اند، وجود دارند.

## بازتاب رسانه‌ای
علاوه بر گزارش‌های خبری متعدد، مستندی به نام پلاک قرمز توسط شبکه اینترنتی عصر منتشر شده است که به داستان دو کودک که درگیر معضلات اجتماعی مناطق پایین شهر شده اند و یکی از آنها سر از خانه  های پلاک قرمز درمی‌آورد را روایت میکند و به این آسیب اجتماعی میپردازد. 